# Août 1819

## Événements
- 1er août : convention secrète de Teplitz. La Prusse et l’Autriche s’accordent pour réprimer les mouvements patriotiques et démocratiques[1].
- 2 août : début des émeutes Hep-Hep à Wurtzbourg  en Bavière. Les émeutes antijuives (pogroms) se propagent en Allemagne durant l’été. La foule pille les maisons et les magasins des Juifs[2].
- 6 - 31 août[3] : au congrès de Carlsbad, Metternich obtient des souverains allemands le contrôle des universités par la mise en place de curateurs et l’interdiction des sociétés secrètes étudiantes (Burschenschaft). La censure est rétablie et une commission de la confédération germanique, établie à Mayence doit enquêter sur les agissements révolutionnaires (décrets de Carlsbad, publiés le 20 septembre).
- 7 août : Bolívar libère la Nouvelle-Grenade après la victoire décisive de Boyacá.
- 16 août, Royaume-Uni : massacre de Peterloo, répression sanglante d’une manifestation populaire contre les lois protectionnistes sur les céréales à Saint Peter’Field, près de Manchester par Wellington. Onze morts et plusieurs centaines de blessés[4].

## Naissances
- 13 août : George Gabriel Stokes, mathématicien et physicien irlandais († 1er février 1903).
- 30 août :
  - Alphonse Poitevin (mort en 1882), photographe français.
  - Joseph-Alfred Serret (mort en 1885), mathématicien et astronome français.

## Décès
- 19 août : James Watt (né en 1736), ingénieur écossais.